# Kjærgaard
Kjærgaard er et dansk efternavn. Over 3.400 danskere bærer navnet ifølge Danmarks Statistik.

## Kendte personer med navnet
- Arne Kjærgaard, dansk atlet
- Claus Kjærgaard (født 1977), dansk fodboldspiller
- Jan Kjærgaard (født 1958), dansk journalist
- Laura Arensbak Kjærgaard (født 1984), dansk sanger
- Richard Kjærgaard (1919–1999), dansk keramiker
- Svend Kjærgaard Jensen (født 1947), dansk politiker
- Thorkild Kjærgaard (født 1945), dansk historiker
- Tonje Kjærgaard (født 1975), dansk håndboldspiller